# Lygia Clark
Lygia Pimentel Lins, conocida como Lygia Clark (Belo Horizonte, 23 de octubre de 1920 - Río de Janeiro, 26 de abril de 1988) fue una artista brasileña, cofundadora del Movimiento Neoconcreto, comprometida con redefinir la relación entre el arte y el ser humano a nivel conceptual y sensorial. Realizó pinturas, esculturas, instalaciones y acciones sensoriales vinculadas al arte y a la psicoterapia.

## Biografía
Lygia Pimentel Lins se casó a los 18 años con el ingeniero Aluízo Clark Ribeiro y adoptó su apellido. Se trasladaron a Río de Janeiro y tuvieron tres hijos. En 1947 comenzó sus estudios artísticos con la orientación de Roberto Burle Marx y Zélia Salgado. En 1950 viajó con sus hijos a París para estudiar pintura con Isaac Dobrisnsky, Arpad Szenes y Fernand Léger. En 1952 realizó su primera exposición en el Institut Endoplastic y luego regresó a Río de Janeiro.
En 1953 fue miembro fundadora del ”Grupo Frente”, liderado por Ivan Serpa y también integrado por Hélio Oiticica, Lygia Pape, Aluísio Carvao, Décio Viera, Franz Weissmann y Abraham Palatnik, entre otros. En 1957 participó en la primera Exposición Nacional de Arte Concreto en Río de Janeiro.
La primera década de su carrera artística la dedicó a la abstracción geométrica en la creación de pequeñas pinturas en blanco y negro y esculturas neoconcretas.
Fue cofundadora junto a Hélio Oiticica del Movimiento Neoconcreto, que promulgaba un arte subjetivo y orgánico, donde el espectador tenía un rol fundamental manipulando objetos móviles tridimensionales y modificando su apariencia. Se proponían abolir el rol tradicional del objeto frente al espectador contemplativo.
Sus esculturas de piezas móviles articuladas con bisagras permiten desdoblar los planos, se comportan como organismos geométricos en los que cada espectador decide cómo presentarlo al siguiente. A partir de 1960 comenzó a realizar una obra de carácter más conceptual donde se refleja la evolución que le imprime Clark al arte neoconcreto hacia una dimensión más social y participativa. Imparte clases de arte en el Instituto Nacional de Educación de Sordos y comienza a realizar obras orientadas a las experiencias multisensoriales que la alejaron defitivamente del racionalismo neoconcreto, su obra se volvió antimecanicista y biológica.
En 1964 comenzó a crear objetos blandos y prendas para ser utilizados por los espectadores, denominados participantes, al tiempo que su obra comenzó a tener repercusión internacional. Expuso en la Galería Signals de Londres. En 1968 la Bienal de Venecia dedicó una sala especial a sus trabajos.
En 1969 participó en un simposio de arte sensorial en Los Ángeles. En 1972 fue invitada a impartir un curso sobre comunicación gestual en La Sorbona. Sus clases eran experiencias colectivas que manipulaban los sentidos. Trabajaba con grandes grupos de estudiantes, con los que buscaba por medio de ejercicios la liberación a través de la expresión.
Cuando regresó a Brasil en 1977 estaba dedicada exclusivamente a experiencias de este tipo, ya no con grandes grupos, sino individualmente a través de sus Objetos relacionales estudiando sus posibilidades terapéuticas como apoyo para el psicoanálisis. La propuesta consistía en revivir experiencias grabadas a nivel sensorial de las primeras etapas de la vida, despertando a través de los objetos la energía sensorial voluntariamente reprimida. La textura, temperatura, peso y sonoridad de los objetos en el uso guiado por la artista, provocaba en cada participante diferentes conexiones internas. Utilizaba los objetos como herramientas de comunicación interpersonal y de autoconocimiento, en la exploración de la extensión y los límites del cuerpo y la psiquis.
Los últimos años los dedicó a este tipo de terapia, ella consideraba su trabajo ya definitivamente ajeno al arte.

## Obra
La obra de Lygia Clark evoluciona desde el neoconcretismo a la experiencia sensorial, siempre orientada a cuestionar los códigos vigentes y en convertir al espectador en partícipe fundamental de la experiencia artística. A mediados de la década del 60 sus creaciones se transforman en propuestas de carácter performático y de investigación sensorial.
- Casulos (1959): placas de metal dobladas y fijadas a la pared, orientadas a la creación de espacios dentro de las piezas.
- Bichos (1960-1963): serie de esculturas neoconcretas de planos móviles unidos por bisagras que permiten múltiples variables.[14]
- Trepantes (1963): formados por recortes de materiales maleables en forma de espiral.[15]
- Caminhando (1964): el participante recorta con una tijera de manera continua una cinta de Möbius de papel, desplegándola en complejos entrelazados y creando él mismo la obra.
- Campo de minas (1967): los participantes reciben un par de zapatos imantados y son invitados a caminar por un piso con sectores metálicos no visibles que impedirán sus movimientos.
- Libro sensorial (1966): un libro de páginas de plástico transparente contenedoras de diferentes materiales, invitando a una lectura sensorial táctil.
- Ropa-Cuerpo-Ropa (1967): traje para ser utilizado por una pareja. Los materiales y las aberturas permiten a los participantes experimentar por exploración táctil una sensación femenina en el hombre y una masculina en la mujer.
- Máscaras sensoriales (1967): Las máscaras alteran la audición y la perspectiva visual a la vez que ofrecen estímulos olfativos, generando sensaciones que oscilan entre la integración con el exterior y el aislamiento.
- La casa del cuerpo (Bienal de Venecia, 1968): los participantes eran invitados a ingresar en un útero laberíntico y recorrer diferentes momentos de la gestación.
- Cuerpo colectivo (1970): los participantes visten trajes que son cosidos de forma improvisada a los otros.
- Red de elásticos (1970): los participantes construyen una red en forma colectiva y luego la utilizan buscando enlaces y estiramientos de acuerdo las limitaciones que ofrece el material.
- Túnel (1973): ofrece un recorrido por un tubo de tela de 50 metros de largo, la sensación de claustrofobia y sofocación se contrapone a la experiencia de nacimiento al encontrar aberturas en la tela.
- Canibalismo y Baba Antropofágica (1973): ambas aluden a rituales de canibalismo como proceso de absorción y resignificación del otro.
- Objetos relacionales (a partir de 1976): utilizados para prácticas terapéuticas, realizados con bolsas de plástico o tela con diferentes materiales dentro.

En 1983 publicó una edición limitada de 24 ejemplares de Libro-Obra, reuniendo desde sus primeras obras hasta el final de la etapa neoconcreta, acompañados por textos de la propia artista y estructuras manipulables.
La artista falleció en 1988 pero son numerosas las exposiciones de su obra tangible así como las experiencias sensoriales que se continúan realizando a través de su legado. En 2014 el MoMA realizó una gran exposición retrospectiva de su obra y en 2020 el Museo Guggenheim Bilbao organizó una exhibición sobre su trabajo entre 1948-1958.

## Colecciones
Las obras de Clark integran las colecciones de diversos museos de arte del mundo: MoMA, Tate Modern, Museo de Bellas Artes de Houston,  MAM, Museo Nacional Centro de Arte Reina Sofía, Museo de Bellas Artes de San Francisco, Centro Pompidou y Malba.